# Satoshi Horinouchi
Satoshi Horinouchi (jap. 堀之内 聖 Horinouchi Satoshi; ur. 26 października 1979) – japoński piłkarz występujący na pozycji obrońcy.

## Kariera klubowa
Od 2002 do 2013 roku występował w klubach Urawa Reds, Yokohama FC i Montedio Yamagata.